# Salobre
Salobre er en by og kommune i det sydøstlige Spanien i provinsen Albacete. Den har et indbyggertal på 442 (2024) indbyggere.